# Nacka ström

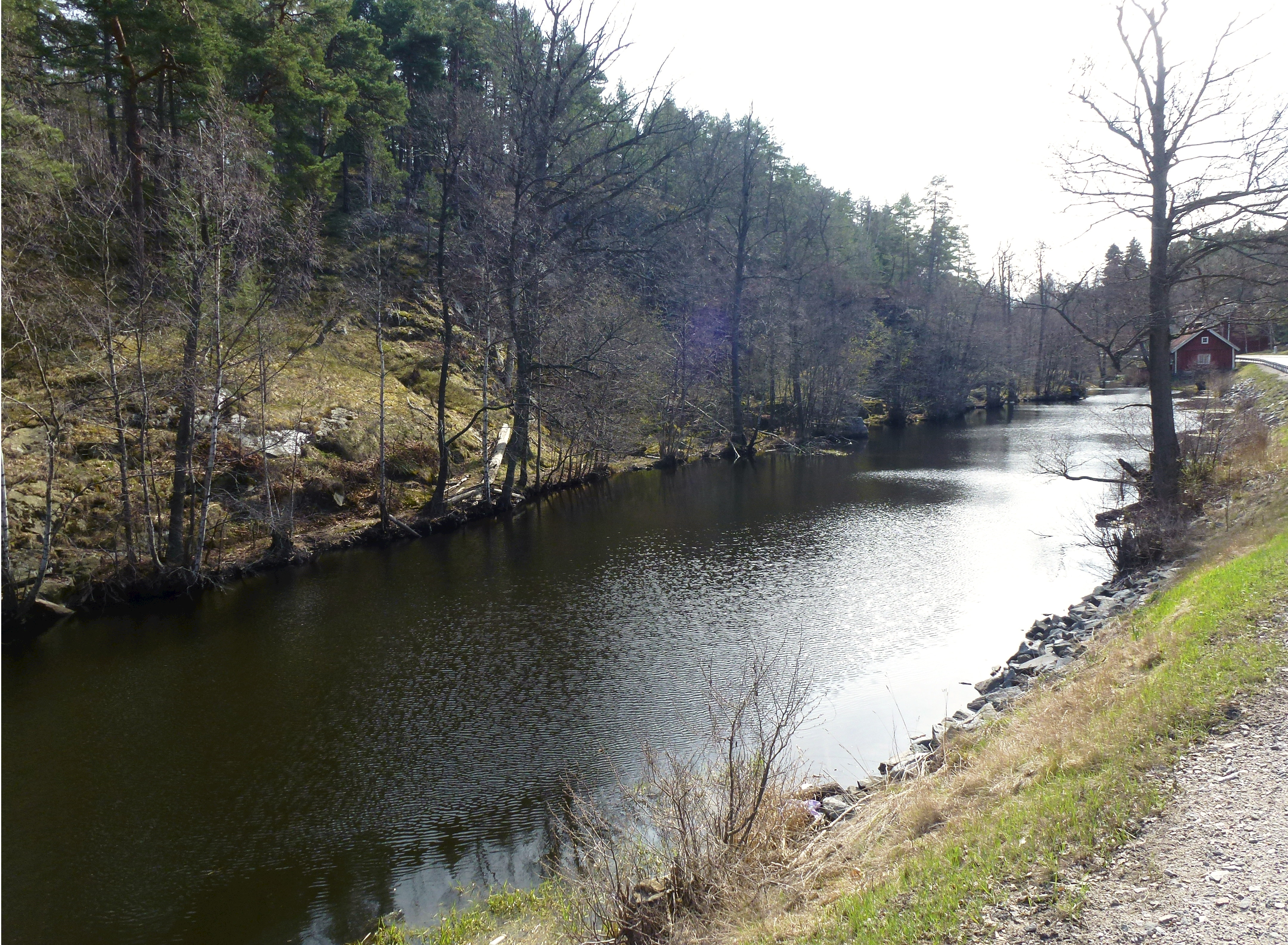
Nacka ström uppdämd till kvarnsjön, i höjd med Nacka gård.

Nacka ström är ett vattendrag i gamla Nacka i Nacka kommun. Här ligger ett kulturhistoriskt industrilandskap med rötter i medeltiden, med Nacka gård och Nackas första industrier, även kallad Nacka kvarnar.

## Historik

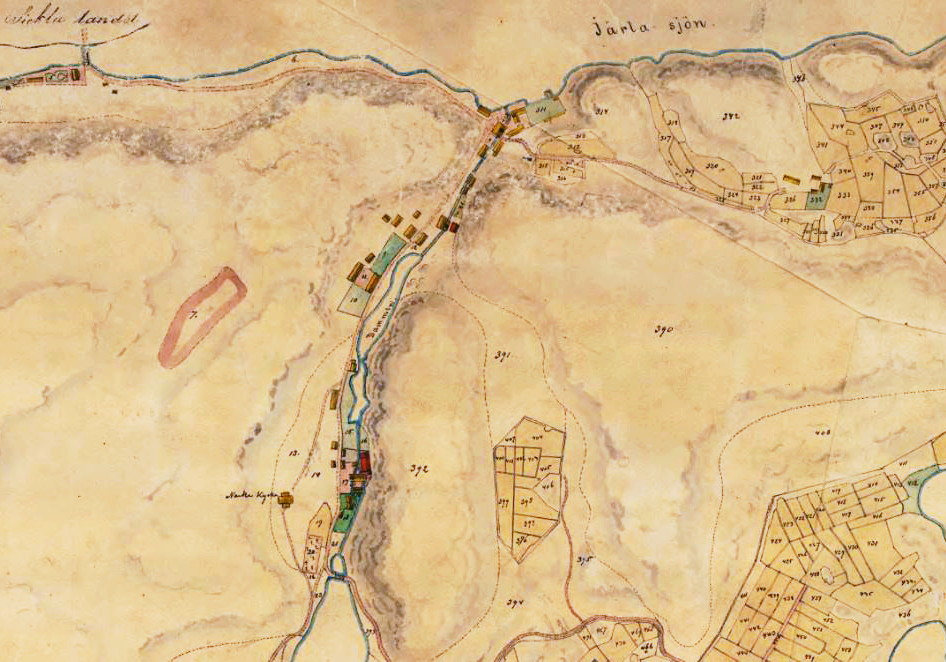
Nacka gård och Nacka ström år 1871.

Nacka ström rinner via tre forsar från Dammtorpssjön till Järlasjön igenom en sprickdal. Det har en fallhöjd på 18 meter och avståndet mellan sjöarna är cirka 500 meter. Sjösystemet Ältasjön, Ulvsjön, Söderbysjön, Dammtorpssjön och Källtorpssjön har här sitt utflöde. Denna vattenkraft har lockat till sig tidiga industrier.
Cirka 1558 anlades här en hammarsmedja på befallning av Gustav Vasa, och från 1566 fanns det tre hammare. Man tillverkade bl.a. byggnadssmide, lås, redskap, kätting, husgeråd, spik m.m. 1566 anlades även en krutkvarn, och 1589 fanns hela tre krutkvarnar. Av en redovisning från 1589 vet man att det då även fanns ett kopparslageri, två mjölkvarnar och en sågkvarn.
Cirka 1625 anlades vid strömmen ett mässingsbruk som drevs av bland andra Louis de Geer, och man hämtade smeder från Tyskland och Sverige.  Mässingsbruket låg där Nacka gårds ladugårdsbacke nu ligger. En mantalsskrivning 1653 redovisar att cirka 121 personer bodde längs Nacka ström. 1695 köptes bruket av Abel Reenstierna, men han gick i konkurs 1704, Riksbanken tog över verksamheten, och 1723 lades mässingsbruket ned. Vid 1700-talets mitt användes vattenkraften för att driva fem klädesvalkar, och det hade då även tillkommit ett pappersbruk.
1871 fanns ett trettiotal hus längs vattnet. 1873 byggdes en ny mjölkvarn vid Järlasjön, men den upphörde 1928. I en annan byggnad vid vattnet sågades brädor ända fram till 1919. Flera av de äldre byggnaderna är bevarade, bland annat gårdsbyggnaden (Nacka gård) liksom rättarebostaden och kvarnen vid Järlasjön. Det finns även rester av dammanläggningar.

## Bilder

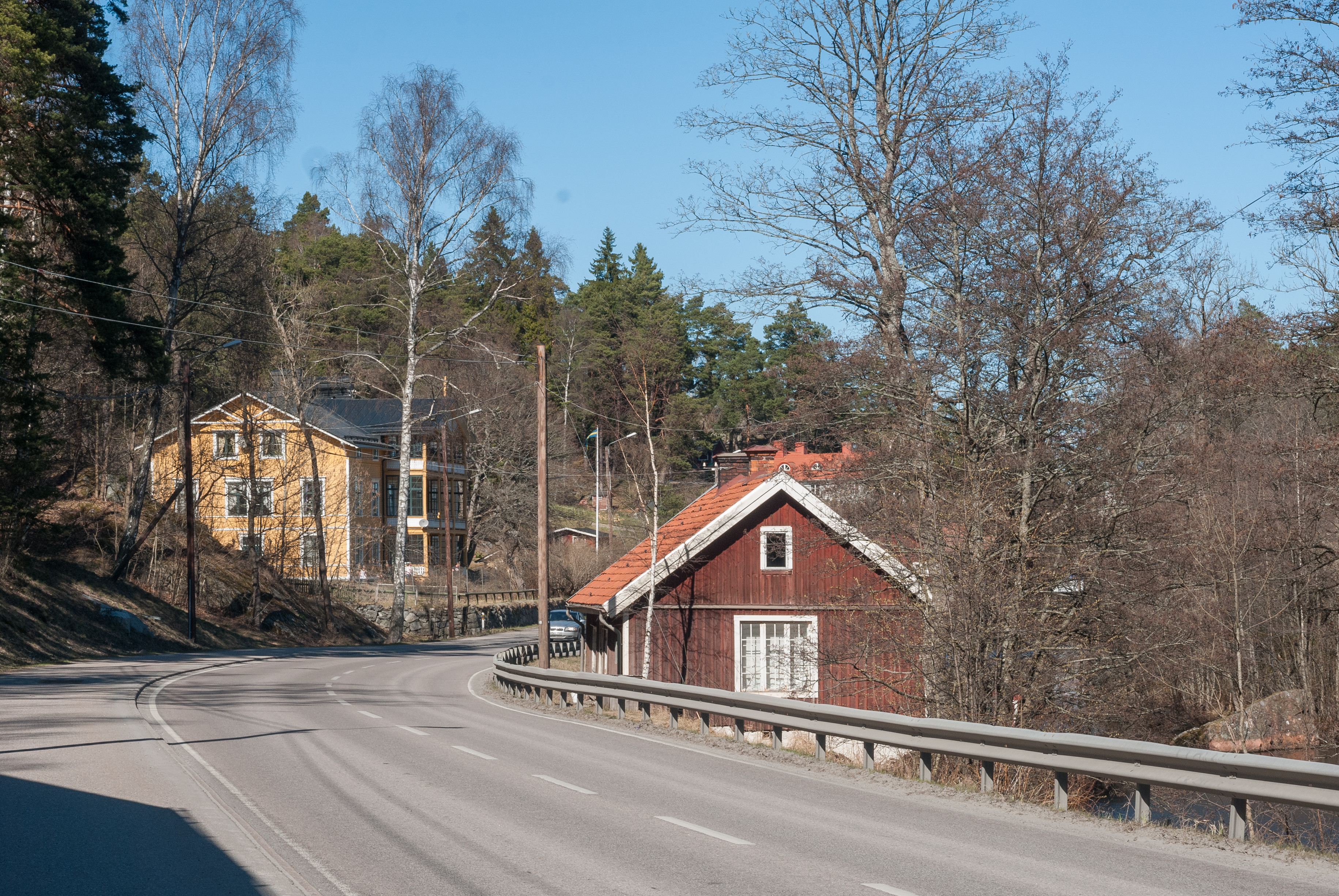
Ältavägen med Nacka gård till vänster, den bevarade rättarbostaden i mitten och strömmen till höger.
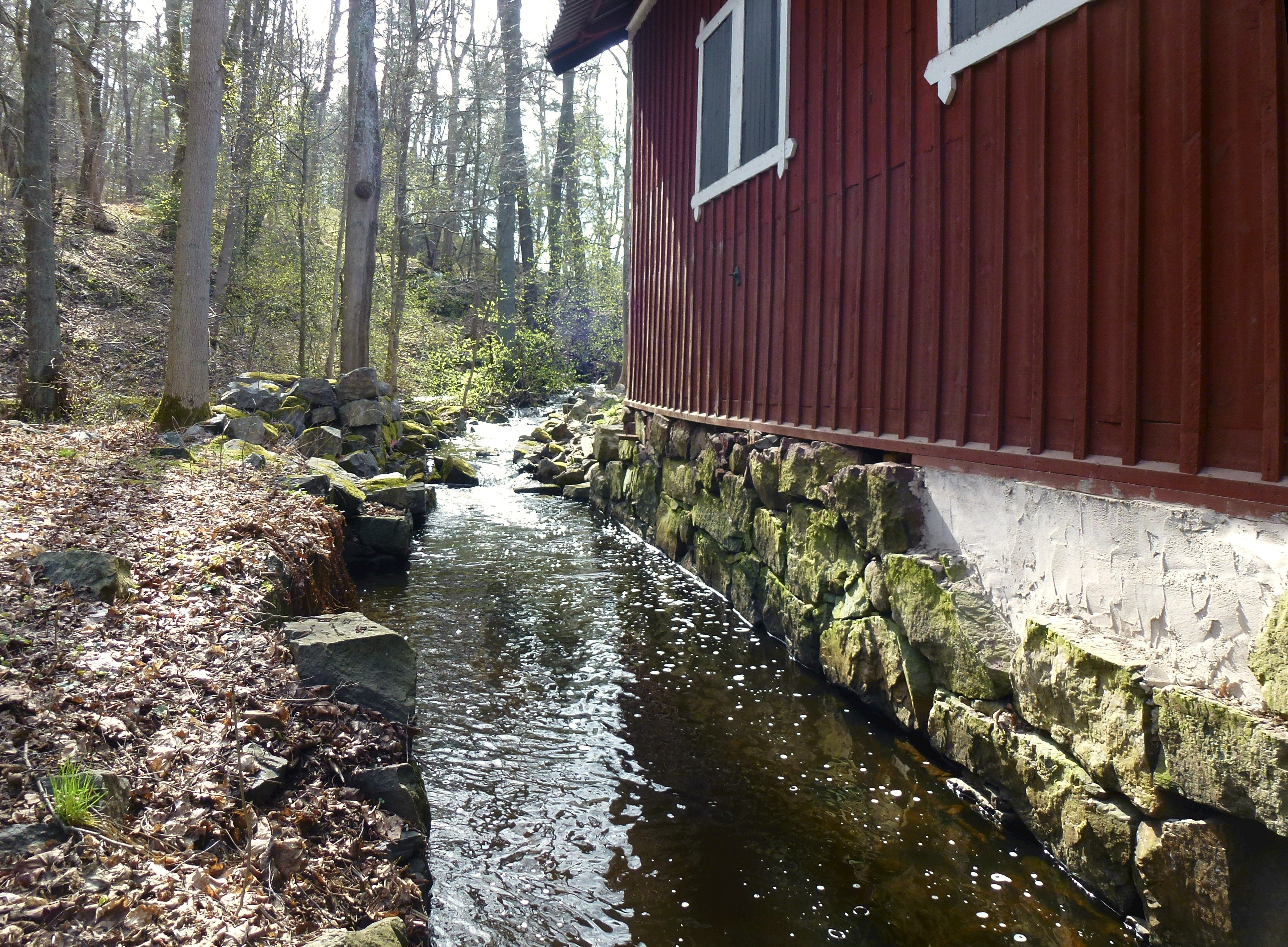
Nacka ström i vattenrännan vid mellankvarn.
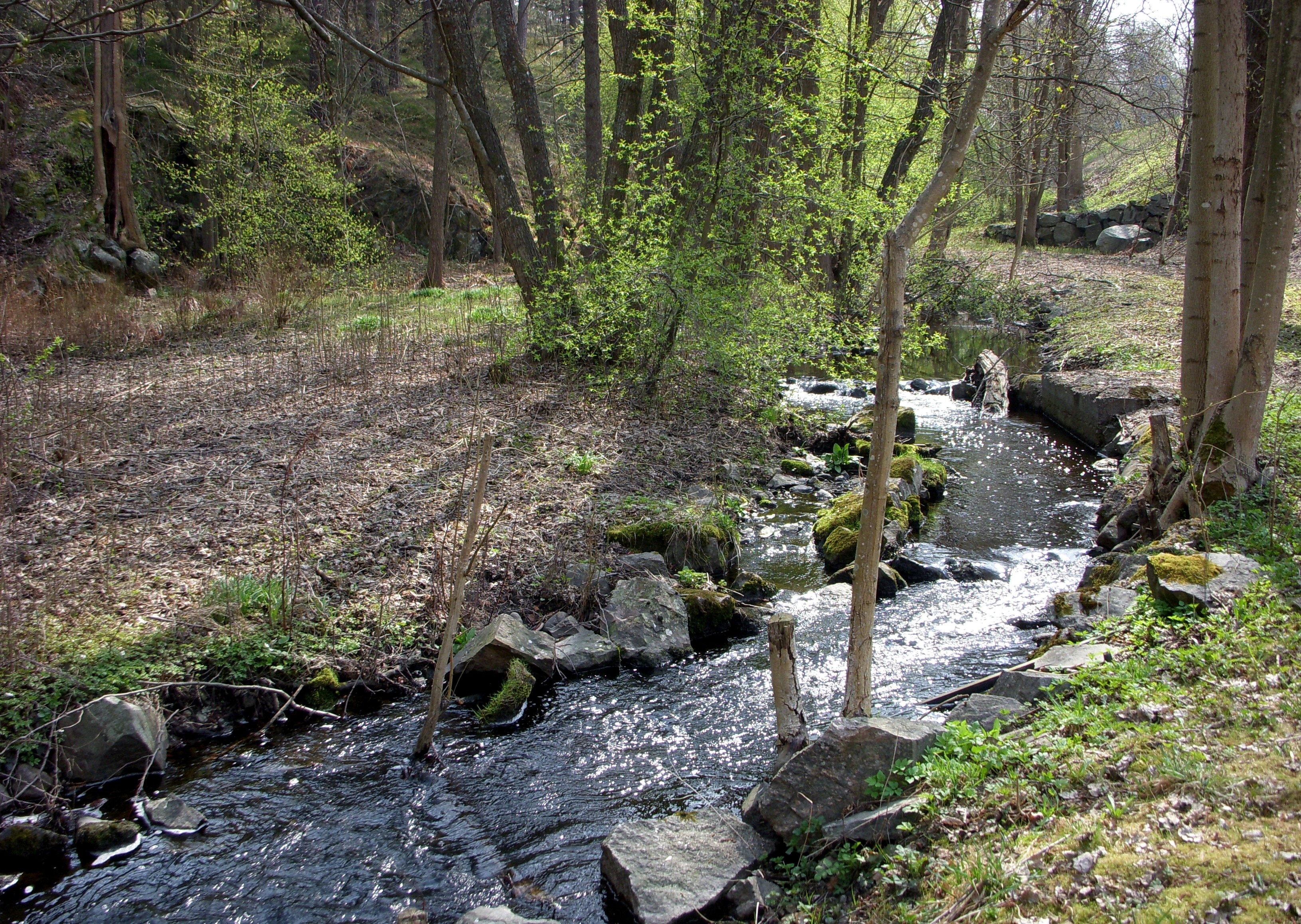
Nacka ström mot norr.
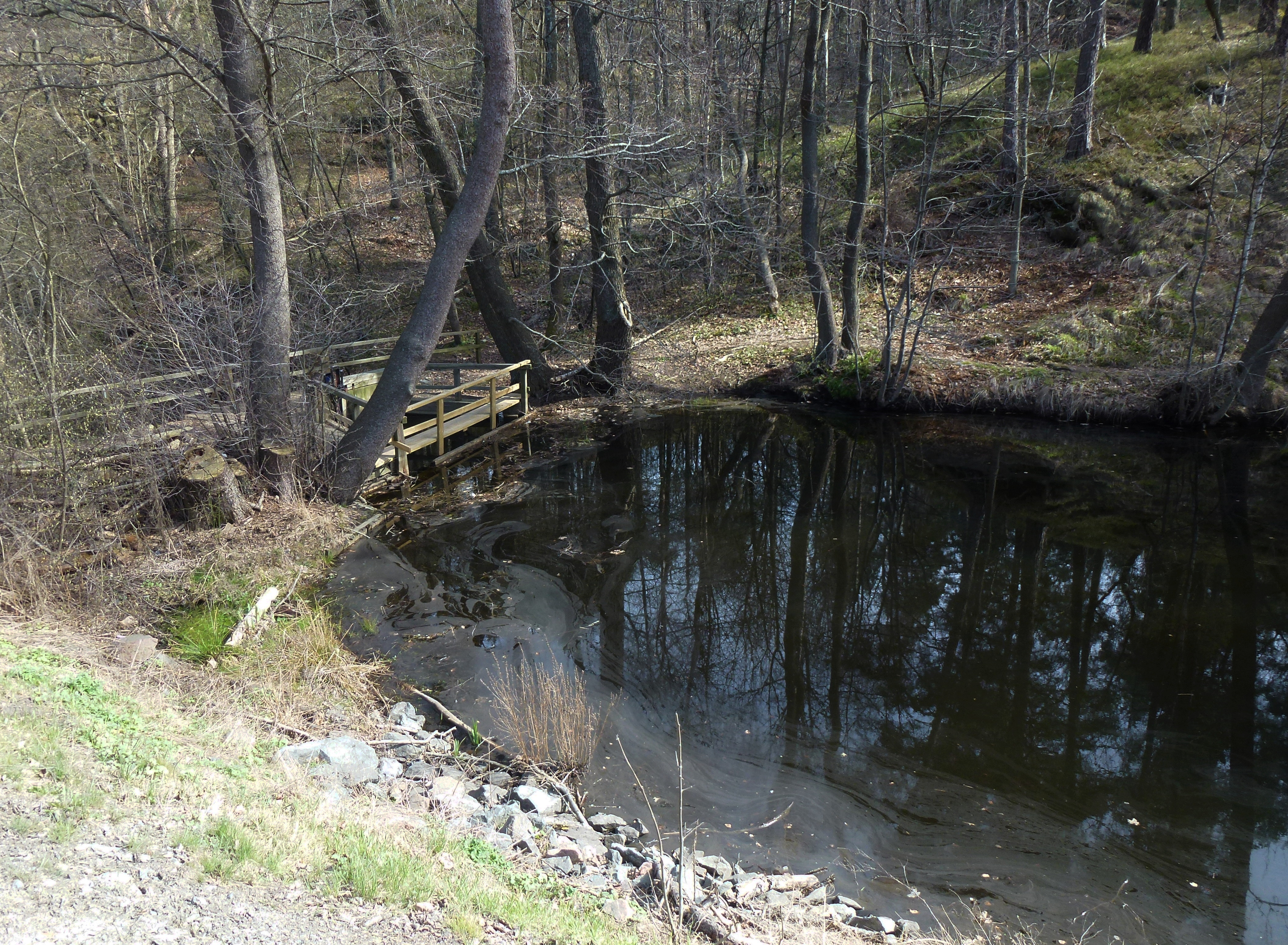
Dammluckan norr om kvarndammen.
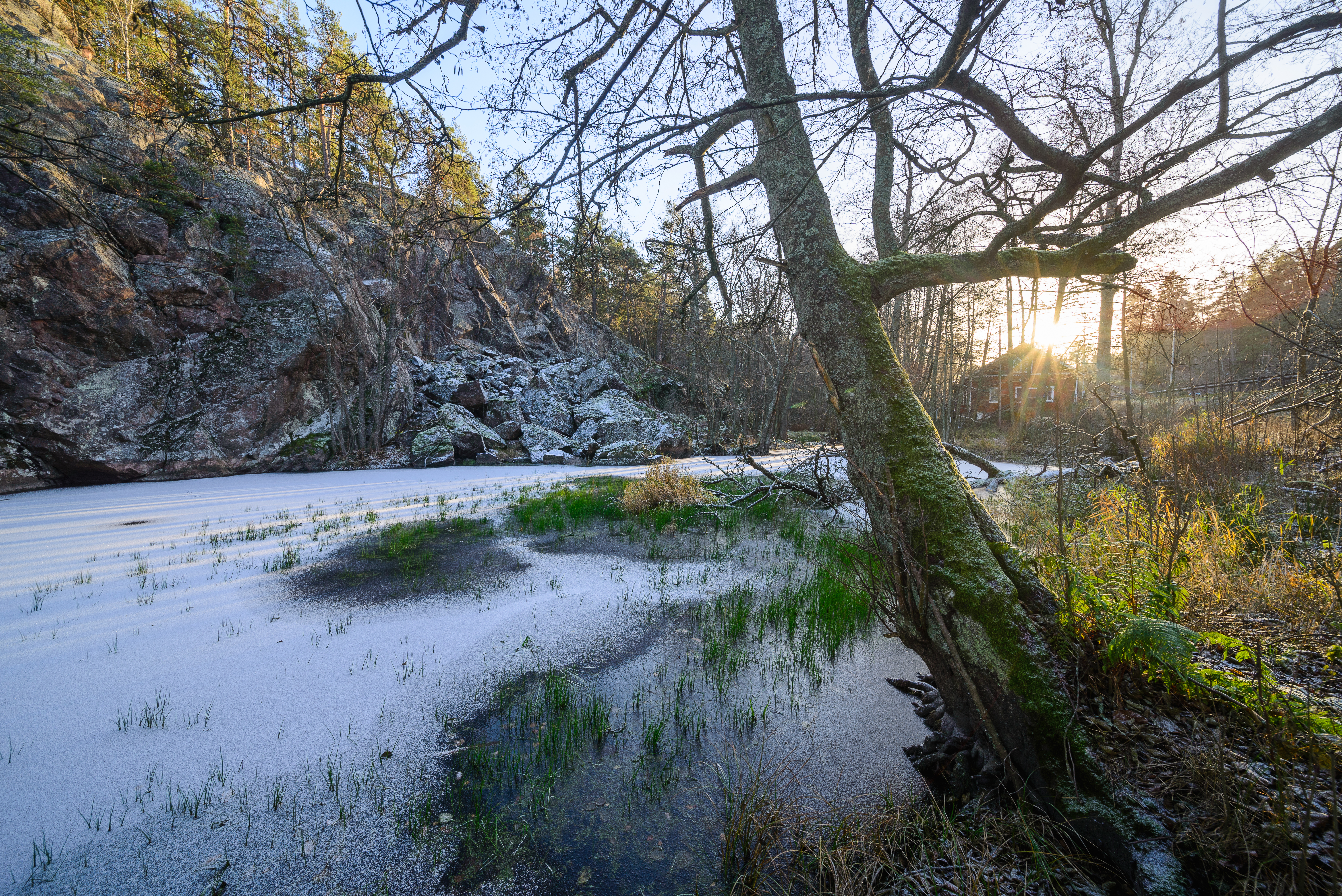
Strömmen på vintern.